# Марк Валерий Юниан
Марк Валерий Юниан (на латински: Marcus Valerius Iunianus) е политик и сенатор на Римската империя през 2 век.
През 143 г. той е суфектконсул заедно с Квинт Юний Калам.